# Grete Ingeborg Nykkelmová
Grete Ingeborg Nykkelmová (nepřechýleně Nykkelmo; * 25. prosince 1961 Trondheim, Norsko) je bývalá norská běžkyně na lyžích a biatlonistka. V obou sportech dosáhla na titul mistryně světa. V běhu na lyžích triumfovala v závodě na 20 km na MS 1985 v rakouském Seefeldu, ze stejného mistrovství světa má ještě stříbro a dva bronzy. V biatlonu má zlato ze sprintu na 7,5 km z MS 1991 ve finském Lahti, kromě toho má z biatlonových MS ještě tři stříbra.

## Kariéra
Do Světového poháru v běhu na lyžích vstoupila v roce 1982. Vrcholem její běžecké kariéry byla sezóna 1984/85, kdy na MS 1985 v rakouském Seefeldu získala medaili v každém ze čtyř ženských závodů: zlato v závodě na 20 km, stříbro se štafetou a bronzy v závodech na 5 a 10 km. V této sezóně také zaznamenala svůj nejlepší kariérní výsledek v celkovém hodnocení Světového poháru, když skončila na 2. místě za krajankou Anette Bøe.
Od roku 1990 se věnovala biatlonu. I zde se dokázala měřit se světovou špičkou, o čemž svědčí její úspěchy z Mistrovství světa v biatlonu: v roce 1990 v norském Oslu byla stříbrná se štafetou, o rok později ve finském Lahti zvítězila ve sprintu, obsadila 2. místo ve vytrvalostním závodě a znovu byla stříbrná se štafetou. V celkovém hodnocení Světového poháru v biatlonu je jejím maximem 6. místo ze sezóny 1991/92.
Po sezóně 1991/92 ukončila závodní kariéru.
V letech 1999 – 2003 byla předsedkyní Norského olympijského výboru.
Jejím manželem je věhlasný norský běžec na lyžích Vegard Ulvang. Mají spolu dvě dcery.